# Shelley Gautier
Shelley Gautier es una medallista paralímpica canadiense en parapente. Ganó una medalla de bronce en los Juegos Paralímpicos de Verano 2016 en el evento de contrarreloj femenino y múltiples medallas de oro consecutivas en el Campeonato Mundial de ciclismo en ruta UCI de 2010 a 2018. Gue incluida en el Muro de la Fama del Deporte de las Cataratas del Niágara en 2003 y nominada para el Premio Laureus World Sports al Deportista del Año con Discapacidad en 2015.

## Biografía
Gautier nació el 31 de octubre de 1968 en Niagara Falls, Ontario. Asistió a la Universidad de Western Ontario para obtener un título en educación física antes de graduarse de la Universidad de Toronto con un título en fisioterapia.

## Carrera
Comenzó su carrera deportiva mientras estaba en la universidad como atleta universitaria. Después de una lesión en la cabeza y permanecer en estado de coma en 2001, fue diagnosticada con hemiparesia en el lado derecho de su cuerpo. Después de su lesión, comenzó a competir en vela para discapacitados antes cambiar al parapente. Durante su carrera de navegación para discapacitados, ganó el evento Silver Fleet en la Mobility Cup 2006 y fue presidenta de la Disabled Sailing Association of Ontario de 2006 a 2007.
En paraciclismo, ganó medallas de oro consecutivas en los eventos de contrarreloj y carrera en ruta en el Campeonato Mundial de ciclismo en ruta UCI de 2010 a 2015. Continuó ganando oro en los eventos de carrera y contrarreloj en el Campeonato Mundial de ciclismo en ruta UCI 2017 y el Campeonato Mundial de ciclismo en ruta UCI 2018. Durante el Campeonato Mundial de ciclismo en ruta UCI 2019, ganó la medalla de plata en la carrera y bronce en el contrarreloj.
También obtuvo una medalla de plata en los Juegos Parapanamericanos 2011 y 2015 en los eventos de contrarreloj mixto. Después de no recibir medallas en los Juegos Paralímpicos de Verano 2012, recibió una medalla de bronce en el evento de contrarreloj femenino en los Juegos Paralímpicos de Verano 2016.

## Premios y distinciones
En 2003, fue incluida en el Muro de la Fama Deportiva de las Cataratas del Niágara como miembro del equipo de fútbol de la Escuela Secundaria AN Myer. Fue nominada para el Laureus al deportista discapacitado del Año en 2015 y perdió ante Tatyana McFadden.